# Super Mario All-Stars
Super Mario All-Stars, conhecido no Japão como Super Mario Collection (スーパーマリオコレクション, Sūpā Mario Korekushon), é uma compilação de jogos eletrônicos de plataforma desenvolvido pela Nintendo Entertainment Analysis & Development e publicado pela Nintendo em 1993 para o Super Nintendo Entertainment System (SNES). O jogo contém recriações de quatro jogos da série Mario lançadas para o Nintendo Entertainment System (NES) ou o Family Computer Disk System: Super Mario Bros., Super Mario Bros.: The Lost Levels, Super Mario Bros. 2 e Super Mario Bros. 3. Os remakes adaptam as premissas originais dos jogos e design de níveis para o SNES com gráficos e música melhorados. Assim como nos jogos originais, o jogador controla o encanador italiano Mario e seu irmão Luigi por meio de mundos temáticos, coletando power-ups, evitando obstáculos e encontrando áreas secretas. As mudanças incluem a adição de rolagem parallax e física modificada, enquanto alguns bugs foram corrigidos.
Após a conclusão de Super Mario Kart, o criador de Mario, Shigeru Miyamoto, sugeriu que a Nintendo desenvolvesse uma compilação para SNES de Mario. Como o SNES de 16 bits era mais poderoso do que o NES de 8 bits, os desenvolvedores puderam remasterizar os jogos na transição entre as plataformas. Eles basearam os designs atualizados nos de Super Mario World e se esforçaram para manter a sensação dos jogos originais de NES. A Nintendo lançou Super Mario All-Stars em todo o mundo no final de 1993 e o relançou em 1994 com Super Mario World incluído como um jogo adicional. O jogo foi relançado duas vezes para o aniversário de Super Mario Bros.: em 2010 no Wii, pelo 25º aniversário, e em 2020 no Nintendo Switch, pelo seu 35º aniversário.
A versão de SNES foi aclamada pela crítica e é um dos jogos Mario mais vendidos, com 10,55 milhões de cópias vendidas até 2015. Os críticos elogiaram Super Mario All-Stars como um jogo indispensável representando o SNES no seu melhor. Eles elogiaram o esforço feito para remasterizar os jogos da compilação e apreciaram os gráficos e música atualizados, mas criticaram sua falta de inovação. O relançamento do Wii vendeu 2,24 milhões de cópias em 2011, mas recebeu críticas mistas devido à falta de novos acréscimos.

## Conteúdo

Comparação entre a versão original (acima) e a versão de Super Mario All-Stars (abaixo) de Super Mario Bros. Observe que o ambiente e o fundo são mais detalhados neste último.

Super Mario All-Stars é uma compilação de quatro jogos eletrônicos da série Mario originalmente lançados para Nintendo Entertainment System (NES) e seu complemento Family Computer Disk System: Super Mario Bros., Super Mario Bros.: The Lost Levels, Super Mario Bros. 2, e Super Mario Bros. 3. Adicionalmente, um jogo bônus de dois jogadores, baseado em Mario Bros., pode ser acessado de Super Mario Bros. 3. Os jogos são remakes fiéis, apresentando as premissas originais e design de nível intactos. São jogos de plataforma 2D de rolagem lateral onde o jogador controla o encanador italiano Mario e seu irmão Luigi por meio de mundos temáticos. Eles saltam entre plataformas, evitam inimigos e obstáculos inanimados, encontram segredos escondidos (como warp zones e videiras verticais) e coletam power-ups como o cogumelo e a Estrela da Invencibilidade.
Super Mario Bros., The Lost Levels, e Super Mario Bros. 3 acompanham Mario e Luigi enquanto eles tentam resgatar a Princesa Toadstool do vilão Bowser, com o jogador pisando nos inimigos e quebrando tijolos conforme eles progridem. Super Mario Bros. 2 apresenta um enredo e estilo de jogo diferentes: Mario, Luigi, a Princesa e Toad devem derrotar o vilão King Wart, que amaldiçoou a terra dos sonhos. Nesse jogo, o jogador pega e joga objetos como vegetais nos inimigos. O jogador seleciona um dos quatro no menu do jogo e pode sair a qualquer momento pausando.

Os jogos em Super Mario All-Stars foram atualizados para aproveitar as vantagens do hardware de 16-bits do Super Nintendo Entertainment System (SNES). As atualizações variam de trilhas sonoras remasterizadas a gráficos renovados e a adição de rolagem parallax. A física dos jogos foram ligeiramente modificados e alguns glitches, como o Minus World em Super Mario Bros., foram corrigidos. O nível de dificuldade de The Lost Levels foi atenuado ligeiramente: cogumelos venenosos, que podem matar o jogador, são mais fáceis de serem distinguidos de cogumelos normais, e existem mais 1-ups e checkpoints. All-Stars inclui a opção de salvar o progresso do jogador, algo inexistente nos jogos originais. Os jogadores podem retomar os jogos do início de qualquer mundo acessado anteriormente, ou, em The Lost Levels, qualquer nível acessado anteriormente. Até quatro arquivos salvos individuais podem ser armazenados para cada jogo.

## Desenvolvimento

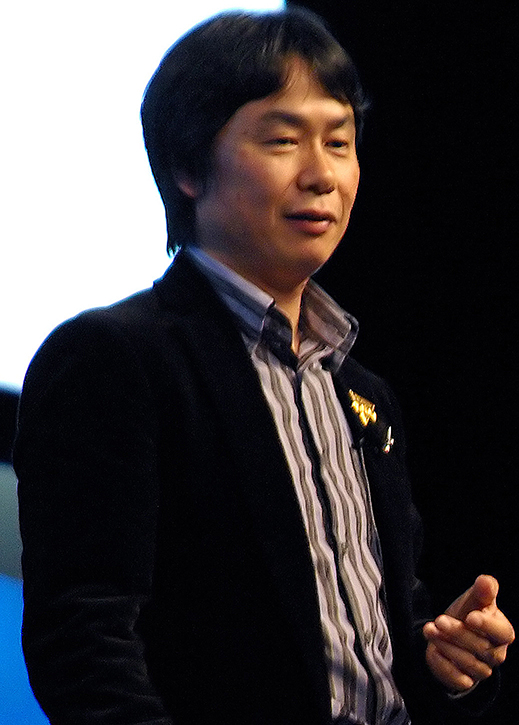
Shigeru Miyamoto em 2007

Super Mario All-Stars foi desenvolvido pela Nintendo Entertainment Analysis & Development, uma antiga divisão de desenvolvimento de jogos da publicadora Nintendo. Teve o título provisório de Mario Extravaganza pois, de acordo com o presidente da Nintendo Satoru Iwata, "Era um único cartucho de jogo cheio dos primeiros dez anos da rica história da Nintendo."
A ideia de uma compilação surgiu após a conclusão de Super Mario Kart (1992). O próximo grande jogo da série Mario, Yoshi's Island (1995), ainda estava em produção, criando uma lacuna no cronograma de lançamento da Nintendo. O criador de Mario, Shigeru Miyamoto, sugeriu desenvolver um "pacote de valor" contendo todos os jogos Super Mario lançados até aquele ponto. De acordo com Tadashi Sugiyama, que atuou como assistente de direção e designer do projeto, a ideia de Miyamoto era dar aos jogadores a chance de experimentar The Lost Levels. A Nintendo considerou The Lost Levels, lançado no Japão como Super Mario Bros. 2 em 1986, muito difícil para o mercado norte-americano e, em vez disso, lançou uma versão adaptada do jogo Doki Doki Panic (1987) como o Super Mario Bros. 2 da região. Assim, não atraiu muito público. Em vez de simplesmente transferir os jogos originais não editados para um cartucho de SNES, a Nintendo optou por remasterizar na transição entre as plataformas.
Uma das primeiras tarefas que os desenvolvedores realizaram foi atualizar e retrabalhar os gráficos para o SNES. Por ser mais poderoso do que o NES, eles não estavam mais restritos às cores que poderiam usar para projetar o mundo de Mario. O designer Naoki Mori se lembra de ter se sentido intimidado, já que era apenas seu terceiro ano na Nintendo e ele tinha a tarefa de atualizar o jogo carro-chefe da empresa. Os artistas basearam seus designs naqueles de Super Mario World (1990) e adicionaram um contorno preto ao redor de Mario para destacá-lo contra os fundos. Para fundos escuros como os de castelos e áreas bônus em Super Mario Bros., Mori e Sugiyama adicionaram detalhes como retratos de Bowser e Mario. A equipe se esforçou para manter a sensação dos jogos originais, deixando o design dos níveis e o movimento de Mario inalterados. Para preservar a jogabilidade, eles optaram por não adicionar novas animações e ações.
As alterações foram feitas à mão e Sugiyama tinha o Super Mario Bros. original ligado enquanto trabalhava no remake para que pudesse compará-los lado a lado. A equipe que trabalhou nos jogos originais foi envolvida e consultada durante o desenvolvimento. A Nintendo optou por deixar certos glitches que a equipe considerou úteis, como o de vidas infinitas em Super Mario Bros. No entanto, para este glitch, eles estabeleceram um limite de quantas vidas o jogador poderia ganhar. Sugiyama lembrou que a equipe corrigiu glitches que eles pensaram que iriam interferir no progresso dos jogadores, embora consertá-las tenha causado algumas diferenças nos controles. Para tornar os jogos mais fáceis, a Nintendo deu aos jogadores mais vidas iniciais. Os desenvolvedores também adicionaram a opção de salvar, já que os cartuchos de bateria reserva não existiam quando o Super Mario Bros. original foi criado. A decisão de salvar pontos no final de cada nível em The Lost Levels foi feita para aliviar a dificuldade do jogo. Enquanto ajudava com os outros remakes, Mori evitou depurar The Lost Levels porque era muito difícil.

## Lançamento
A Nintendo lançou "Super Mario All-Stars" no Japão em 14 de julho de 1993, na América do Norte em 11 de agosto de 1993 e na Europa em 16 de dezembro de 1993. No Japão, foi lançado como Super Mario Collection. A compilação marcou a primeira vez que The Lost Levels foi lançado fora do Japão. Entre setembro e outubro de 1993, a Nintendo Power realizou um concurso no qual os jogadores a alcançar uma área específica em The Lost Levels receberiam um patch iron-on de Mario. A compilação também se tornou um jogo pack-in do SNES.
A Nintendo relançou Super Mario All-Stars em dezembro de 1994 como Super Mario All-Stars + Super Mario World, que adiciona Super Mario World. Super Mario World é basicamente idêntico ao original, mas os sprites de Luigi foram atualizados para torná-lo um personagem distinto e não apenas uma troca de paletas de Mario. Uma versão de Super Mario Collection também foi lançado no Satellaview da Nintendo, um add-on do SNES exclusivo ao Japão que permitia aos usuários receber jogos via satélite. Super Mario Advance (2001) e Super Mario Advance 4: Super Mario Bros. 3 (2003), respectivamente remakes de Super Mario Bros. 2 e 3 para o Game Boy Advance (GBA), incorporam elementos dos remakes de Super Mario All-Stars, como os gráficos e áudio atualizados.

### Relançamentos
Em 2010, para o 25º aniversário de Super Mario Bros., a Nintendo lançou Super Mario All-Stars 25th Anniversary Edition para o Wii no Japão em 21 de outubro (conhecido como Super Mario Collection Special Pack no país), na Europa em 3 de dezembro, e na América do Norte em 12 de dezembro. Esta edição especial vem em embalagem especial contendo o Super Mario All-Stars original num disco do Wii, um livreto de 32 páginas chamado Super Mario History, contendo arte conceitual e entrevistas, e um CD de trilha sonora contendo efeitos sonoros e dez faixas da maioria dos jogos Mario até Super Mario Galaxy 2 (2010). A compilação foi lançada inicialmente em quantidades limitadas que se esgotaram rapidamente, levando a Nintendo a emitir uma segunda impressão. A compilação foi relançada em 2020 no Nintendo Switch para o 35º aniversário da série Mario, como parte do serviço de jogos clássicos do Nintendo Switch Online.

## Recepção
Super Mario All-Stars vendeu 10,55 milhões de cópias até 2015, incluindo 2,12 milhões no Japão, tornando-o um dos mais vendidos jogos da série Super Mario. A compilação foi aclamada pela crítica. Os revisores acharam que o jogo era indispensável, e que representava a biblioteca do SNES em seu melhor, e ocuparia os jogadores por horas, senão dias. A Nintendo Magazine System (NMS) estimou que o jogo poderia entreter os jogadores por até um ano. Um crítico da Computer and Video Games (CVG) descreveu Super Mario All-Stars como o director's cut da série, trazendo aos fãs gráficos e áudio atualizados, além de um jogo que poucos haviam experimentado (The Lost Levels). Um revisor da Electronic Gaming Monthly (EGM) chamou-o de uma "obra-prima do início ao fim".
Os críticos elogiaram os jogos da coleção como remasterizações excelentes, afirmando que eles envelheceram bem e valorizando o esforço despendido em retrofitá-los para o SNES. Para a AllGame, revisando retrospectivamente a versão incluindo Super Mario World, a compilação representou "o auge absoluto do gênero de plataforma 2D". Os críticos disseram que os jogos eram jogados da mesma forma que no NES e mantinham o que os tornavam excelentes. Revisores da EGM ficaram satisfeitos com os vários segredos intactos. A Nintendo Power escreveu que os jogos ficaram melhores com o tempo, enquanto a EGM e a CVG sugeriram jogadores a abandonar os jogos antiquados do NES para a atualização do SNES. Embora um dos críticos da NMS tenha admitido preferir Super Mario World, citando os controles menos instintivos da compilação e os gráficos um tanto simplistas, ele disse que Super Mario All-Stars ainda valia a pena ser comprado.
Os revisores gostaram das atualizações que os jogos receberam na transição para o SNES. A Nintendo Power elogiou a adição de um recurso de salvar, acreditando que isso daria aos jogadores que nunca terminaram os jogos a chance de fazê-lo. Os gráficos atualizados também foram elogiados; revisores da NMS admiraram a atenção aos detalhes que, segundo eles, fez valer a pena comprar a compilação, e a AllGame chamou o visual de colorido e cartunesco. A CVG achou que os planos de fundo poderiam ter se beneficiado de mais detalhes, mas a GamePro achou que eles eram suficientemente detalhados. Os revisores também elogiaram as trilhas sonoras atualizadas. Para a EGM, o áudio melhorou a experiência, e a GamePro notou a adição de efeitos de eco e graves. Numa retrospectiva de 2005, a Famitsu chamou All-Stars de um modelo para futuros remakes de jogos eletrônicos.
Críticas negativas a "Super Mario All-Stars" geralmente se concentraram em sua falta de inovação. Além das atualizações para 16 bits, o recurso de salvar e, para o público americano, The Lost Levels, a Nintendo Power escreveu que a compilação não apresentava nada de novo, um sentimento também emitido pela CVG. A Edge disse que "Se o melhor carrinho por aí é uma compilação de jogos antigos de oito bits, isso não diz muito sobre o padrão dos novos jogos, certo?" Os revisores também discordaram sobre qual jogo da compilação era o melhor. Um revisor de EGM argumentou que Super Mario Bros. 2 era, mas outro crítico e a Nintendo Power disseram que o melhor era The Lost Levels. As revistas NMS, CVG e Edge, porém, criticaram The Lost Levels por sua dificuldade, com a primeira vendo-o apenas como um bônus interessante. A Edge disse que valia a pena comprar a compilação por Super Mario Bros. e Super Mario Bros. 3, mas não por Super Mario Bros. 2 porque o revisor achou sua jogabilidade sem fluidez e o design de níveis pobre.
Em 1997, quando a equipe da EGM classificou Super Mario Bros., Super Mario Bros. 2 e Super Mario Bros. 3 em sua lista dos melhores jogos de console de todos os tempos, eles especificaram All-Stars para todos os três. Na listagem para Super Mario Bros. 3, classificado em segundo lugar, eles observaram: "Apenas um lembrete: não estamos incluindo jogos de compilação em nosso Top 100 ou Super Mario All-Stars seria definitivamente o jogo número um de todos os tempos".

### 25th Anniversary Edition
De acordo com o agregador de críticas Metacritic, Super Mario All-Stars 25th Anniversary Edition recebeu "críticas mistas ou médias". Esta versão vendeu 2,24 milhões de cópias até abril de 2011 — 920 mil no Japão e 1,32 milhão no exterior. Geralmente, os críticos ficavam desapontados pela Nintendo ter simplesmente relançado a compilação para SNES inalterada, o que eles acharam preguiçoso. Eles expressaram surpresa de que os desenvolvedores não aproveitaram o espaço extra que os discos do Wii oferecem para adicionar mais jogos ou usar a versão Super Mario All-Stars + Super Mario World. A The Guardian comparou a 25th Anniversary Edition desfavoravelmente ao remaster de Wii do jogo de Nintendo 64 GoldenEye 007 (1997) lançado no início daquele ano. O escritor argumentou que, enquanto GoldenEye oferecia novos gráficos, níveis e razões para jogar, Super Mario All-Stars era apenas a mesma compilação lançada para o SNES em 1993. A The A.V. Club chegou a afirmar que a 25th Anniversary Edition "falha em todos os níveis concebíveis, e em alguns níveis inconcebíveis também".
O livreto Super Mario History dividiu os revisores. A Nintendo Life e a The A.V. Club criticaram pelo que consideraram sua qualidade de produção barata. Apesar do primeiro site achar um tanto intrigante, ambos disseram que os comentários de desenvolvedor de uma frase eram vagos e sem sentido. A The A.V. Club disse que os documentos de design de níveis foram "obscurecidos por imagens e esquemas escritos em japonês sem tradução". A IGN opinou que o livreto falhou em demonstrar a importância de Mario, faltando informações sobre as as aparições no Game Boy e Yoshi's Island, bem como as aparições em outros jogos da Nintendo. Outros acharam o livreto interessante; a GamesRadar+ afirmou que, para os fãs de Mario, o esboço original de Miyamoto "sozinho vale US$ 30".
O CD de trilha sonora recebeu críticas e foi visto como uma oportunidade perdida. Os revisores ficaram desapontados com o fato de que continha apenas dez peças de música real e que metade era dedicada a efeitos sonoros. Por exemplo, a Nintendo Life disse que um CD pode conter até 74 minutos de áudio e observou que "[o CD] que vem com esta coleção não preenche nem metade desse tempo de execução potencial". Similarmente, a IGN disse que dez músicas não eram suficientes, observando que Super Mario Galaxy (2007) tinha mais de vinte faixas exclusivas, mas o CD incluía apenas uma. Por outro lado, a The Guardian disse que o CD deixaria os jogadores felizes e a GamesRadar+ achou que era raro a Nintendo lançar trilhas sonoras de jogos fora do Japão. A GamesRadar+ adicionou que o CD ajudou a fazer a compilação parecer importante, e que representou a primeira vez que a Nintendo lançou oficialmente o tema musical de Super Mario Bros.
A Nintendo Life escreveu que não havia razões para a Nintendo não adicionar mais conteúdo à compilação, sugerindo que não teria sido necessário muito esforço para adicionar entrevistas, anúncios e outros conteúdos de bastidores. Apesar da decepção geral, os críticos acharam que os jogos da compilação continuaram sendo de alta qualidade. Alguns admitiram preferir os originais de NES, mas outros acharam que os gráficos de 16 bits atualizados e a adição de um recurso de salvar eram bons. No entanto, alguns incentivaram os leitores a comprar os jogos individualmente no serviço Virtual Console, caso ainda não tivessem comprado a compilação. A GamesRadar+, a IGN e a Official Nintendo Magazine observaram que esta era uma maneira mais barata de experimentá-los. Como escrito pela Nintendo World Report, "no final, o valor de [Super Mario All-Stars] está em se você deseja investir mais uma vez nesses títulos clássicos do Mario."